# Extra Half-Brite

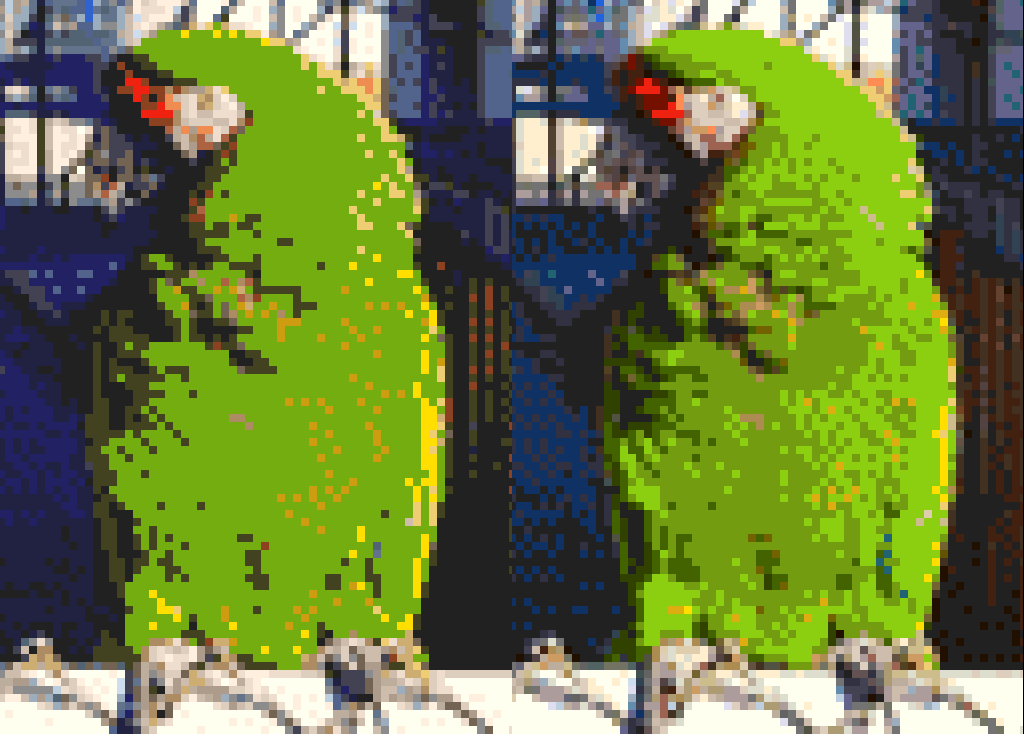
Egyszerű 32-színű kép összehasonlítása egy 64-színű Extra Half Brite képpel

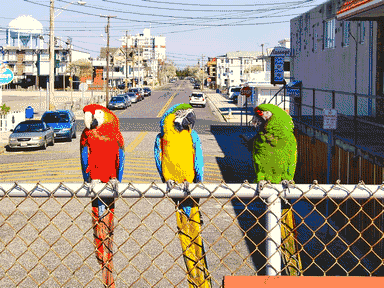
64-színű Extra Half Brite kép

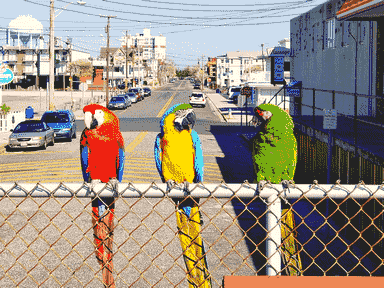
32-színű normál kép

Az Extra Half-Brite (más írásmóddal: Extra Half Brite, Extra-Halfbrite, röviden: EHB, magyarul: "extra félfényű"), az Amiga számítógépek egyik planár képernyő megjelenítési módja.

## Működés
Az üzemmód hat bitsíkot (bitplane) használ, mely pixelenként 6 bit adatot jelent. Az első 5 bit a színre vonatkozó információt adja, összesen 32 színét, míg a 6. bit a megjelenített szín erősségét jelöli (értéke 0, ha teljes intenzitás vagy 1, ha fél). Ez azt jelenti, hogy 32 szín és azok félintenzitású megfelelői, azaz lényegében 64 szín jeleníthető meg egyszerre a teljes 12-bit színmélységű, 4096 színű palettából.

## Hardver
Az EHB üzemmód megjelenítéséért az Amiga grafikus chipje, a "Denise" felelt. Ez az a hardverelem, mely a színpalettát és a színintenzitást kezeli, azaz 32-bites színregiszterrel 64 szín megjelenítését. Az üzemmód a Denise chip 32-bites színregiszter korlátját volt hivatott valamelyest áthidalni, melyet az AGA chipset és a Lisa nevű, 256 szín egyidejű megjelenítésére képes grafikus chipje meghaladott. Mindazonáltal az AGA chipset is tartalmazza az EHB üzemmódot kompatibilitási okból.
Néhány - az Egyesült Államokban értékesített - korai kiadású, Kickstart 1.0 ROM-mal szerelt Amiga 1000 modell nem rendelkezik EHB videómóddal, de az összes későbbi Amiga igen. Ezeket a gépeket még a Denise chip 5-ös revíziójú (8362 R5) példányaival szerelték, mely változat még nem képes EHB képek megjelenítésére.

## Alkalmazás
Számos korabeli Amigára kiadott videójáték, illetve demó használta az EHB módot árnyékok, sziluettek megjelenítésére. Néhány ezek közül példaként:
- Agony[11][12]
- Black Crypt[11]
- Desert Strike[11]
- Pirates![11]
- Lotus Turbo Esprit Challenge 2[12]
- Pinball Dreams[11]
- Super Cars[11][12]
- SimCity (1989)[11]
- HalfBrite Hill (demó)[4]

Az Amigán általános felhasználásra, de a videójátékkészítők között is népszerű rajzolóprogram, a Deluxe Paint "Shade" rajzolási üzemmódja EHB árnyékolást tesz lehetővé.